# دم‌کرکی سربلوطی
دم‌کرکی سربلوطی (نام علمی: Sarothrura lugens) نام یک گونه از سرده دم‌کرکی است.